# Lipton Championships 1995
Lipton Championships 1995 - чоловічий і жіночий тенісний турнір, що проходив на відкритих кортах з твердим покриттям. Це був 11-й турнір Lipton Championships. Належав до ATP Masters Series в рамках Туру ATP 1995, а також Tier I в рамках Туру WTA 1995. Відбувся в Tennis Center at Crandon Park у Кі-Біскейні (США) з 17 до 26 березня 1995 року. Андре Агассі і Штеффі Граф здобули титул в одиночному розряді.

## Переможці та фіналісти

### Одиночний розряд, чоловіки
Андре Агассі —  Піт Сампрас 3–6, 6–2, 7–6(7–3)
- Для Агассі це був 3-й титул за сезон і 28-й - за кар'єру.

### Одиночний розряд, жінки
Штеффі Граф —  Кіміко Дате 6–1, 6–4
- Для Граф це був 3-й титул за сезон і 100-й — за кар'єру.

### Парний розряд, чоловіки
Тодд Вудбрідж /  Марк Вудфорд —  Джим Грабб /  Патрік Макінрой 6–3, 7–6
- Для Вудбріджа це був 2-й титул за сезон і 29-й - за кар'єру. Для Вудфорда це був 2-й титул за сезон і 34-й - за кар'єру.

### Парний розряд, жінки
Яна Новотна /  Аранча Санчес Вікаріо —  Джиджі Фернандес /  Наташа Звєрєва 7–5, 2–6, 6–3
- Для Новотної це був 5-й титул за сезон і 68-й — за кар'єру. Для Санчес Вікаріо це був 2-й титул за сезон і 59-й — за кар'єру.